# Dvorce
Dvorce este o localitate din comuna Brežice, Slovenia, cu o populație de 124 de locuitori.